# Hecalus aither
Hecalus aither är en insektsart som beskrevs av Rauno E. Linnavuori 1975. Hecalus aither ingår i släktet Hecalus och familjen dvärgstritar. Inga underarter finns listade i Catalogue of Life.